# Qeqertarsuatsiaq

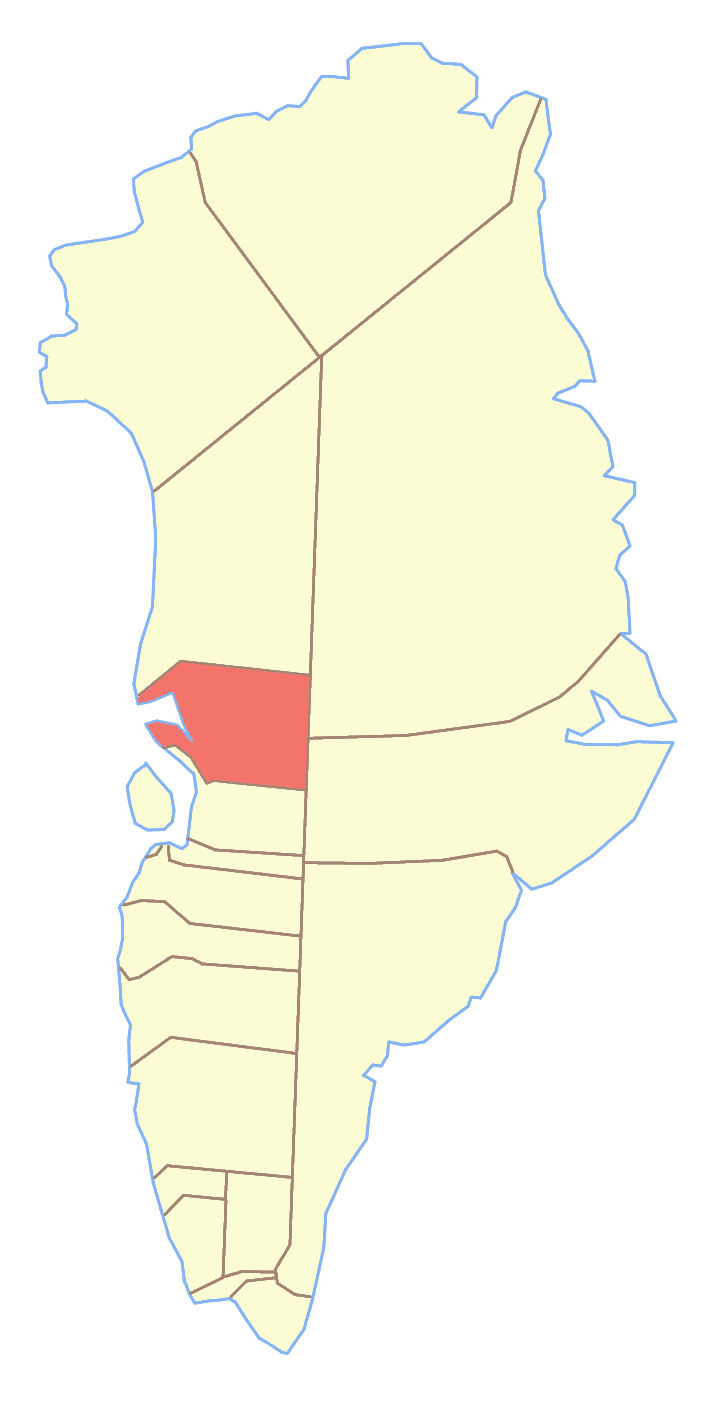
Territorio dell'ex comune di Uummannaq, dove si trova Qeqertarsuatsiaq.

Qeqertarsuatsiaq (o Qeqertarssuatsiaq, danese Hareøen) è un'isola disabitata della Groenlandia di 126 km². Prima della riforma municipale groenlandese apparteneva alla contea della Groenlandia Occidentale e al comune di Uummannaq. Attualmente fa parte del comune di Avannaata.